# New Glarus (thị trấn), Wisconsin
New Glarus là một thị trấn thuộc quận Green, tiểu bang Wisconsin, Hoa Kỳ. Năm 2010, dân số của thị trấn này là 1.304 người.